# (709487) 2013 BL76
2013 BL76, também escrito como 2013 BL76, é um corpo celeste classificado como centauro (numa forma estendida de centauro) a partir do interior da Nuvem de Oort. Ele detém o recorde para o corpo menor com o segundo semieixo maior maior heliocêntrico do sistema solar (apenas o 2005 VX3 tem um semieixo maior heliocêntrico superior). 2013 BL76 tem um semieixo maior baricêntrico de 920 UA.
Com uma magnitude absoluta (H) de 10,8  e um albedo desconhecido, o objeto tem um diâmetro estimado de 15–40 km. Uma vez que não foi visto saída de gás, não é conhecido se o mesmo é um cometa ou não.
2013 BL76 chegou ao periélio 8,3 a UA do Sol em outubro de 2012, quando atingiu uma magnitude aparente de cerca de 20. Em 1927, quando estava a 100 UA do Sol, deveria ter uma magnitude aparente de cerca de 30,8. Para efeito de comparação o candidato a planeta anão Sedna teve uma magnitude aparente de 21,7, quando estava a 100 UA do Sol.

## Descoberta
2013 BL76 foi descoberto no dia 20 de janeiro de 2012 pelo Mt. Lemmon Survey.

## Órbita
A órbita de 2013 BL76 tem uma excentricidade de 0,993 e possui um semieixo maior de 1228,434 UA. O seu periélio leva o mesmo a uma distância de 8,374 UA em relação ao Sol e seu afélio a 2448,494 UA.